# Génération politique
 (juin 2023).
La génération politique peut se définir comme un groupe d'individu du même âge, qui se mobilise pour œuvrer à un changement social ou politique. 
Néanmoins, les luttes politiques peuvent également reposer sur d'autres critères que l'âge comme ; la religion, l'ethnie, l'idéologie, le genre.... 
Julie Pagis analyse la génération politique de mai 68 à travers le spectre du genre. Elle parle alors de « micro-unités de générations politiques genrées dans la mesure où les rapports sociaux de sexe traversent l'ensemble des processus à l'œuvre dans la constitution de ces générations »

## Corrélation entre âge et développement d'une génération politique
Bien que le concept de générations politiques ne soit pas directement déterminé par l'âge ou une tranche d'âge, pour Daniel Bertaux, Danièle Linhart et Beatrix le Wita, les générations politiques sont plus susceptibles de se former entre individus étant à la fin de l'adolescence, c'est-à-dire à la fin de leur socialisation primaire et au début de leur socialisation secondaire. En effet, en plus d'être dans une période et un « état de disponibilité, d'apprentissage de la vie sociale et de malléabilité idéologique », ils partagent un ensemble de représentations, de codes et de normes communes qui, à termes, forgera les convergences nécessaires à leur génération politique.
Cette génération politique ne peut pas être considérée comme un groupe social déterminé par une appartenance officielle et constatée, mais plutôt comme un individu qui à travers le partage des expériences, des enjeux et des événements vécus au sein de sa générations politique vivra ce processus comme une expérience fondatrice qui influencera ses choix politiques futurs. Néanmoins, comme le souligne Stewart, Settles et Winter dans leur article publié en 1998, ceux qui ont été attentifs aux mouvements sans être acteurs, qu'on peut qualifier « d'observateurs engagés » lors de la période concernée, présentent également des effets politiques sur le long terme.
C'est pourquoi les études centrées sur les aspects générationnels postulent que c'est au cours de cette période où les individus sont davantage ouverts aux changements que ces « unités générationnelles partagent des expériences qui auront un effet sur long terme ».

## Clarification définitionnelle

### Générations (sciences sociales)
La génération est un concept en science sociales utilisé en démographie pour désigner une sous-population dont les membres, ayant à peu près le même âge ou ayant vécu à la même époque historique, partagent un certain nombre de pratiques et de représentations du fait de ce même âge ou de cette même appartenance à une époque.

### Cohorte
Une cohorte désigne un ensemble d'individus ayant vécu un même événement au cours d'une même période. (Exemple : la cohorte des femmes ayant eu leur premier enfant en 2005.) Peut aussi signifier : « l'ensemble des personnes qui sont nées à peu près à la même époque et qui vieillissent ensemble »

## L'utilisation du concept de «générations politiques»
L'utilisation du concept de « générations politiques » a notamment été utilisé dans les domaines où l'on cherche à analyser l'influence des normes, du contexte, de l'histoire sur le comportement des individus par rapport à une action donnée.

### Exemple
Sociologie politique : étude du comportement de vote de la génération politique des activités américains des années 1960 « Génération Vietnam » ainsi que l'influence de cette génération sur leur descendant.

## Origine
L'idée d'appartenance à une génération n'est pas nouvelle. Elle remonte à la période Antique et à la civilisation grecque. Les grecs observaient différentes générations : la jeunesse symbole de fougue et débordante d'énergie et l'âge adulte qui est par opposition à la jeunesse est plus prudente et sage. De cette opposition découle des conséquences sociales et politiques, on parle alors de conflits générationnels. Ces conflits ont pour conséquence d'entraîner un changement social selon Platon.
Le concept de génération tombe ensuite dans l'oubli pour ne resurgir car partir du XIXe siècle. La montée du nationalisme et des révoltes de la jeunesse poussent les chercheurs à se pencher sur le concept. Les positivistes français et anglais tels que Auguste Comte et John Stuart Mill développent l'idée de cycle de vie pour les générations. Selon Compte le changement social intervient avec le changement biologique.
L'école Romantico-Allemande offre une autre perspective selon Wilhelm Dilthey aborde le concept de “génération sociale” et évoque la contemporanéité qui régit une génération selon des influences sociales et culturelles propre à une époque.
Au XXe siècle, François Mentré, José Ortega y Gasset et Karl Mannheim développeront les grandes lignes de la théories générationnelles. Karl Mannheim influencera fortement ce concept dans son ouvrage Das Problem Des Generationen il met en lumière l'impact des événements historiques et de leurs impacts sur les l'esprit des jeunes et la capacité de ces événements à forger des opinions politiques et des points de vue sur la société.

## Apparition du concept
Ce n'est que dans les années 50 que l'on verra l'apparition du concept de génération politique, son histoire est étroitement liée au concept de génération sociale. En effet, Rudolf Heberle est directement influencé par les travaux de Karl Mannheim. Selon Heberle le changement des idées politiques est étroitement lié au changement de génération.
La montée des mouvements de jeunes dans les années 60-70 vont pousser les chercheurs à se concentrer davantage sur le concept pour expliquer ces phénomènes. Les chercheurs se diviseront en trois groupes. Ceux, comme Erikson et Keniston qui mettront en avant l'impact des cycles de vie. Ces auteurs vont se concentrer sur l'âge et de son impact sur les comportements et choix politiques. Puis les auteurs tels que Ryder et Moller qui parleront de l'effet de cohorte. Ces auteurs regroupent les individus nés dans le même intervalle de temps et qui vont vivre les mêmes expériences sociales, Enfin il y a les auteurs comme Rodgers et Rosow qui justifieront l'émergence de ces mouvements du fait de la période/ contexte historique. Les auteurs vont alors regarder l'impact d'un événement historique et comment il affecte les différents groupes d'âges.

## Aujourd'hui
Le concept de génération politique a été utilisé à de nombreuses reprises, par exemple générations Mitterrand ou génération 68 ont été communément utilisés par les sociologues et les politologues. Paradoxalement le concept en lui-même a été délaissé si bien que sa définition soit quasi inexistante des manuels de science politique. Et malgré des nombreux travaux sur la notion de génération ou de génération sociale qui influence le concept de génération politique. Le concept génération politique pose des problèmes méthodologiques, et semble rebuter les politologues. L'absence de définition claire et précise crée un véritable flou autour de l'utilisation de ce concept. C'est dans le but de pallier cette absence que le congrès de l'association Française de science politique s'est lancé en 2007 dans des travaux visant à clarifier et définir le concept de génération politique.

## Mise en perspective
Depuis les premières tentatives de délimitation conceptuelle, la notion de générations politiques a toujours fait l'objet d'un dissensus politique au sein de la communauté scientifique. Encore aujourd'hui, il est difficile de le définir de façon précise et on peut le considérer comme une catégorie analytique instable et en perpétuel mouvement. Les générations politiques ne sont pas vraiment considérées comme un objet légitime de la discipline. Par ailleurs, le concept est relativement absent de la littérature scientifique en général. S'il y a un grand nombre de travaux sur la notion de génération, le qualificatif politique associé à cette dernière semble être la variable clivante de ces différents corpus.

## Réflexion quant à la pertinence analytique de la notion de générations politiques
Percheron et Remond dans Age et politique publié en 1992, mettent en garde le chercheur qui tenterait de rendre compte de phénomènes sociaux via une approche par la notion d'âge biologique. La notion d'âge selon eux relève plus d'un marqueur social que d'une variable véritablement explicative des attitudes et des comportements. Ainsi, leur contribution analytique quant au concept de générations politiques tient en une réflexion critique plus large sur les effets et les conditions de cette forme de classement par l'âge en sciences sociales, qu'ils considèrent comme étant partiellement limité.
Pierre Favre dans De la question sociologique des générations et de la difficulté à la résoudre dans le cas de la France développe un argumentaire très sceptique à l'égard de la notion de « génération politique ». Il estime que cette dernière est récalcitrante à toute forme de formalisation conceptuelle au regard de ses indéterminations. Ainsi, il considère qu'il est très difficile de la saisir comme objet politique à part entière compte tenu du fait « qu'un raisonnement en termes de génération doit être mené au niveau macro-sociologique. Or, à l'évidence, la société n'est pas unitaire quant à sa division en générations successives ».

## Tentatives de clarification conceptuelle: différentes approches
On retrouve également la notion de générations politiques dans les écrits de Claire Auzias, bien qu'elle en parle à travers un prisme historique et que ce ne soit pas le sujet principal de son article. Pour elle, les générations politiques sont un produit à la mémoire et à l'oubli et « véhiculent les traces mnésiques de l'histoire ». Elle donne l'exemple de la génération 68, que tout le monde explique par la crise économique, mais qu'elle préfère attribuer à « l'amnésie sociale » de la Seconde Guerre mondiale. La création d'une génération politique nécessite finalement un événement historique marquant qui construit des rapports sociaux nouveaux.
Richard et Margaret Braungart donnent en 1986 une définition de génération politiques, qu'ils entendent comme un « groupe d'âge historique [qui] se mobilise pour œuvrer au changement social ou politique » et « survient quand l'âge se trouve corrélé au comportement politique collectif ». Ainsi, les générations politiques sont dues à des effets de « cycles de vie » (liés à l'âge), des effets de « cohortes » (liés à la socialisation et aux expériences socio-historique) qui aboutissent à la création d'une conscience générationnelle, et des effets de « période » (liés à des événements historiques). Ces trois effets forment un modèle dit « interactif » et, réunis, provoquent la mobilisation d'un groupe, ainsi appelé génération politique, en réponse à une déception généralisée devant la société dans laquelle elle vit.
Daniel Bertaux, Danièle Linhart et Beatrix Le Wita donnent en 1988 une définition assez complète et précise, dans leur étude de mai 68. Une génération politique se forme « lorsqu'un processus collectif de grande ampleur, par exemple une guerre civile, une révolution, une crise politique grave, traverse et ébranle toute une société. Si toutes les classes d'âge en sont touchées à des titres divers, celle qui est précisément au sortir de l'adolescence et se trouve en état de disponibilité, d'apprentissage de la vie sociale et de malléabilité idéologique vit ce processus comme initiation et en reste marquée pour la vie ». En effet, après cela, chaque génération politique apprend à vivre en intégrant les références et le langage de son époque, jusqu'à ce qu'elle laisse la place à une nouvelle génération.
Pour Jean-François Sirinelli, un événement historique peut être générateur d'une nouvelle classe d'âge, ainsi appelé « génération politique », dans le sens où il peut toucher particulièrement les jeunes qui n'ont jamais fait face à un événement d'une telle ampleur. C'est la « place » et la « reconstruction de l'événement dans la mémoire » qui font une génération politique. Toutefois, il reconnaît que « la plupart des situations étiquetés, par commodité, mécanisme ou phénomènes de générations, mériteraient plus précisément l'appellation effets d'âge ». Il critique le fait que l'on assimile trop rapidement les « générations intellectuelles » aux « générations politiques », au risque pour l'historien de faire une « histoire mythique des générations ». Il donne l'exemple de la génération intellectuelle de la guerre d'Algérie, qui n'était pas représentative de toute la classe d'âge alors que de nombreux jeunes ne faisaient pas partie du milieu étudiant.
Plus tard, Olivier Fillieule propose une définition de « génération politique » comme désignant « un groupe qui, à un moment donné du temps identifié comme correspondant à une étape significative, a rejoint un collectif militant ». On peut ensuite rendre compte de l'existence « d'unité générationnelles », terme qu'il reprend à Mannheim, à partir de l'analyse de ces groupes ou cohortes. Il met ainsi en avant une approche scientifique visant à voir les évolutions des différentes organisations politiques, militantes et associatives, qui témoignent de la multiplicité d'acteurs, ainsi que de leurs motivations.
Pour Magalie Boumaza, on peut relier « mobilisations » et « approche générationnelle ». Ainsi, on doit considérer plusieurs facteurs dans la formation des « générations politiques » : les expériences, comme l'emprisonnement ou la répression des mouvements, qui peuvent être vécues comme des marqueurs générationnels ; les événements politiques et l'action militante qui peuvent affecter la socialisation des acteurs ; les engagements de générations de militants, qui possèdent des propriétés sociales différentes selon les périodes ; les modalités de transmission des savoirs politiques, militants, doctrinaux, qui ont des conséquences sur les propriétés sociales des militants. Toutefois, la définition des « générations politiques » et de leurs acteurs dans le temps et l'espace, doit avant tout être réalisée par les acteurs eux-mêmes.

## Autres auteurs abordant la notion
- Dans Génération Politique Vincent Tournier appréhende la notion de génération politique mais en livre une définition assez similaire voire quasi identiques à celle de cohortes objectivables statistiquement. Il assimile donc les deux termes et, de surcroît, il n'entend pas questionner la dimension politique de ces cohortes.
- Pierre Bréchon, dans Générations et politique en Europe occidentale publié en 2005, n'emploie pas à proprement parler la notion de génération politique et par ailleurs il n'entend pas livrer une véritable réflexion analytique de ce concept.